# Valvola di pressione
Questo tipo di valvola viene governata dalla pressione, determinando il suo stato.

## Funzione
Quest'elemento è stato ideato per evitare che delle pressioni troppo elevate o insufficienti determinano delle condizioni di pericolo o di ridotto funzionamento

## Tipologia
Tali valvole a seconda della loro azione nel superamento del valore limite si definiscono come:
- Sfiato, in questo caso il liquido o gas viene deviato in un altro circuito o espulso
- Blocco, in questo caso il liquido o gas viene bloccato e non vi è più il suo passaggio

## Limite
Il valore di pressione a cui determina l'intervento della valvola può essere definita come:
- Massimo, quando la pressione superando un valore soglia determina la mutazione dello stato normale di funzionamento.
- Minimo, quando la pressione è inferiore un determinato valore soglia, si ha la mutazione dello stato normale di lavoro.

## Uso
Queste valvole nella configurazione Sfiato di massimo, sono utilizzate nei compressori per evitare che i serbatoi esplodano nei motori sovralimentati, con il nome di:
- Pop-off
- Wastegate

Queste valvole nella configurazione di sfiato minimo, sono utilizzate in rari casi, come nei sistemi a compressore alternativo che hanno un avvio lento o in tutte quelle situazioni dove si ha un avvio difficoltoso e/o rallentato del motore che muove il compressore.
Queste valvole nella configurazione di blocco sono generalmente del tipo a pressione massima, queste le valvole in questa configurazione sono utilizzate in sostituzione delle valvole a sfiato massimo, nei casi in cui l'elemento da bloccare non sia disperdibile e non sia possibile utilizzare un sistema a reflusso.